# استنلی دانن
استنلی دانن (به انگلیسی: Stanley Donen) زاده ۱۳ آوریل ۱۹۲۴ – درگذشته ۲۱ فوریهٔ ۲۰۱۹) کارگردان فیلم، رقص‌پرداز اهل ایالات متحده آمریکا بود.
دیوید کوئینلن، تاریخ‌نگار سینما او را «سلطان موزیکال‌های هالیوود» نامیده‌است. پرآوازه‌ترین ساخته او، فیلم موزیکال آواز در باران است که آن را در سال ۱۹۵۲ به همراه جین کلی کارگردانی کرد. این فیلم که معمولاً به‌عنوان بهترین موزیکال تاریخ شناخته می‌شود در فهرست‌های زیادی از جمله فهرست ۵۰۰ فیلم برتر جهان به انتخاب امپایر، در میان برترین فیلم‌های تاریخ سینما قرار گرفته‌است.
ستانلی دانن یکی از برجسته‌ترین نام‌های دوران طلایی هالیوود بود و نام او برشماری از بهترین فیلم‌های کمدی و موزیکال تاریخ سینما ثبت شده‌است.

## زندگی‌نامه
دانن در ۱۳ آوریل ۱۹۲۴ در خانواده‌ای یهودی در کلمبیا، کارولینای جنوبی به دنیا آمد. او یادگیری رقص را از کودکی آغاز کرد. پس از آنکه تحصیلات خود را در ایالت زادگاهش به پایان رساند، به نیویورک رفت و از ۱۹۴۰ تا ۱۹۴۱ در سن شانزده سالگی به‌عنوان رقصنده‌ای نوجوان همراه با جین کلی در تئاتر برادوی به فعالیت هنری پرداخت. از سال ۱۹۴۳ به هالیوود رفت و به‌عنوان دستیار رقص‌پردازی آغاز به کار کرد. دانن در ۱۹۴۹ نخستین فیلم‌اش را با نام در شهر به‌طور مشترک با جین کلی کارگردانی کرد. همکاری با کلی را تا ۱۹۵۵ در چند فیلم دیگر ادامه داد. او در سال ۱۹۵۸ به انگلستان رفت و یک شرکت فیلم‌سازی را بنیان گذاشت.
در کودکی از احساسات ضدیهودی پیرامون خود در رنج بود تا این که در ۱۶ سالگی با خانواده به نیویورک مهاجرت کرد. در همین کلان‌شهر بود که عشق به سینما به ویژه فیلم‌های موزیکال روح و روان او را تسخیر کرد. از آنجا که به خوبی رقصیدن آموخته بود، به تیم همکاران جین کلی، یکی از دو رقصنده بزرگ سینما در کنار فرد آستر، پیوست. آنها با هم چند فیلم موزیکال ساختند، که مهمترین آنها «آواز در باران» بود. فیلمی که تا امروز برای بسیاری از منتقدان و کارشناسان زیباترین فیلم موزیکال تاریخ سینما شناخته می‌شود.
استنلی دانن در روز پنجشنبه ۲۱ فوریهٔ ۲۰۱۹ بر اثر نارسایی قلبی در نیویورک سیتی در گذشت.

## زندگی حرفه‌ای
سال‌های دهه ۱۹۵۰ (میلادی) دوران شکوفایی ذوق و استعداد استنلی دانن بود. او در سال ۱۹۵۱ برای نخستین بار خود کارگردانی فیلمی را به عهده گرفت و فرد آستر، بازیگر محبوب خود را روی صحنه به رقص درآورد. او با فرد آستر موزیکال‌های پرشکوهی مانند عروسی سلطنتی (۱۹۵۱) و مضحک‌روی (۱۹۵۷) تهیه کرد. استنلی دانن در کمدی‌های دهه ۱۹۶۰ (میلادی) خود برخی از مهمترین هنرپیشه‌های هالیوود مانند آدری هپبورن، اینگرید برگمان، یول برینر، و کری گرانت به را خدمت گرفت. او در سال‌های پایانی زندگی و پس از شکست تجاری فیلم موزیکال شازده کوچولو کار مهمی عرضه نکرد و بیشتر در تلویزیون کار بود.
گیلرمو دل تورو، که از ستایندگان ستانلی دانن است، می‌گوید: «او دوربین را به رقص واداشت و رنگ‌ها را به آواز خواندن».

## فیلم‌شناسی
- در جستجوی تفریحات شهری (به همراه جین کلی، ۱۹۴۹)
- عروسی سلطنتی (۱۹۵۱)
- عشق همیشه بهتر است (۱۹۵۱)
- آواز در باران (به همراه جین کلی، ۱۹۵۲)
- فیگان نترس (۱۹۵۲)
- فرصتی به یک دختر بده (۱۹۵۴)
- در اعماق قلب من (۱۹۵۴)
- هفت عروس برای هفت برادر (۱۹۵۴)
- همیشه در هوای خوش (به همراه جین کلی، ۱۹۵۵)
- مضحک‌روی (۱۹۵۷)
- آنها را عوض من ببوس (۱۹۵۷)
- پیژامه‌بازی (۱۹۵۷)
- بی‌احتیاط (۱۹۵۸)
- یانکی‌های لعنتی (۱۹۵۹)
- یک بار دیگر با احساس (۱۹۶۰)
- بسته غیرمنتظره (۱۹۶۰)
- چمن همسایه سبزتر است (۱۹۶۰)
- معما[۸] (۱۹۶۳)
- نقش عربی (۱۹۶۶)
- دو تا برای جاده (فیلم) (۱۹۶۷)
- مسحور (۱۹۶۷)
- مبهوت (۱۹۶۷)
- پلکان (۱۹۶۹)
- شازده کوچولو (۱۹۷۴)
- بانوی خوش‌شانس (۱۹۷۵)
- فیلم فیلم (۱۹۷۹)
- ساترن ۳ (۱۹۸۰)
- تقصیر ریو است (۱۹۸۴)